# Aldehyddehydrogenáza
Aldehyddehydrogenázy (1.2.1.3) jsou skupina enzymů katalyzujících oxidaci (dehydrogenaci) aldehydů.
Mitochondriální aldehyddehydrogenáza je polymorfní enzym (Crabb 2004) odpovědný za oxidaci aldehydů na karboxylové kyseliny, které opouštějí játra a jsou metabolizovány ve svalech a srdci (Crabb 2004). U savců existují tři různé třídy těchto enzymů: třída 1 (nízké Km, cytosolní), třída 2 (nízké Km, mitochondriální) a třída 3 (vysoké Km, například v nádorech, žaludku a rohovce). Ve všech třech třídách existují základní a vyvolatelné formy.
Nejdůležitějšími enzymy pro oxidaci aldehydů jsou ALDH1 a ALDH2, v obou případech se jedná o tetramerní enzymy složené z podjednotek 54 kDa. Tyto enzymy jsou obsaženy ve většině tkání těla, největší koncentrace je ale v játrech (Crabb 2004).